# Czartawa
Czartawa (Circaea L.) – rodzaj roślin zielnych z rodziny wiesiołkowatych (Onagraceae). Należy do niego 8 gatunków (w zależności od ujęcia systematycznego), w obrębie rodzaju częste są mieszańce międzygatunkowe. Rośliny te rosną na rozległych obszarach na półkuli północnej. W Polsce występują trzy gatunki, z których najpospolitszym na niżu jest czartawa pospolita (Circaea lutetiana), drugiem jest czartawa drobna (Circaea alpina), a trzecim utrwalony mieszaniec między nimi – czartawa pośrednia (Circaea × intermedia).

## Morfologia
PokrójByliny kłączowe, często tworzące rozległe kolonie.
LiścieOgonkowe, w dole naprzeciwległe, w górze (w obrębie kwiatostanu) skrętoległe.
KwiatySkupione w grona na szczytach pędu i jego odgałęzień, proste lub rozgałęzione. Kwiaty dwukrotne, działki kielicha i płatki korony naprzemianległe. Płatki białe lub różowe, na szczycie zwykle wycięte. Pręciki naprzeciwległe działkom. Zalążnia jedno- lub dwukomorowa, z pojedynczymi zalążkami w komorze. Szyjka słupka długości równej lub nieco dłuższej od pręcików, na szczycie z rozwidlonym znamieniem.
OwoceTorebki pokryte haczykowatymi włoskami zawierające gładkie nasiona.

## Systematyka
Pozycja systematyczna
Rodzaj należy do podrodziny Onagroideae w rodzinie wiesiołkowatych (Onagraceae). Rodzaj jest blisko spokrewniony z rodzajem fuksja Fuchsia.
Wykaz gatunków
- Circaea alpina L. – czartawa drobna
- Circaea canadensis (L.) Hill
- Circaea cordata Royle
- Circaea × decipiens Boufford
- Circaea × dubia H.Hara
- Circaea erubescens Franch. & Sav.
- Circaea glabrescens (Pamp.) Hand.-Mazz.
- Circaea × intermedia Ehrh. – czartawa pośrednia
- Circaea lutetiana L. – czartawa pospolita
- Circaea × mentiens Boufford
- Circaea mollis Siebold & Zucc.
- Circaea × ovata (Honda) Boufford
- Circaea repens Wall. ex Asch. & Magnus
- Circaea × skvortsovii Boufford
- Circaea × sterilis Boufford
- Circaea × taronensis H.Li